# ZNF275
ZNF275 (англ. Zinc finger protein 275) – білок, який кодується однойменним геном, розташованим у людей на X-хромосомі. Довжина поліпептидного ланцюга білка становить 429 амінокислот, а молекулярна маса — 48 443.
| 10         |  | 20         |  | 30         |  | 40         |  | 50         |
| ---------- |  | ---------- |  | ---------- |  | ---------- |  | ---------- |
| MMSHPCVSLL |  | GVPVLNPALV |  | PHLAQGQVLL |  | VSDPSPNTDP |  | AKYSESTSAT |
| RHQMKGEDAQ |  | PQEMASTSFP |  | RASGPSPEFR |  | QHGDSDGKRG |  | SPQNLPIEHH |
| FACKECGDTF |  | RLKVLLVQHQ |  | RVHSEEKGWE |  | CGDCGKVFRG |  | VAEFNEHRKS |
| HVAAEPQPGP |  | SRALENAAEK |  | REQMEREAKP |  | FECEECGKRF |  | KKNAGLSQHL |
| RVHSREKPFD |  | CEECGRSFKV |  | NTHLFRHQKL |  | HTSEKPFACK |  | ACSRDFLDRQ |
| ELLKHQRMHT |  | GHLPFDCDDC |  | GKSFRGVNGL |  | AEHQRIHSGA |  | KPYGCPHCGK |
| LFRRSSELTK |  | HRRIHTGEKP |  | YACGQCGKAF |  | RQSSSLLEHA |  | RIHSGERPYA |
| CGECGKAFRG |  | PSDLIKHRRI |  | HSGLKPYECD |  | KCGKAFRRSS |  | GLSRHRRIHS |
| GARRCECSQC |  | GRVFKRRSAL |  | QKHQPTHHE  |  |            |  |            |

A: Аланін

C: Цистеїн

D: Аспарагінова кислота

E: Глутамінова кислота

F: Фенілаланін

G: Гліцин

H: Гістидин

I: Ізолейцин

K: Лізин

L: Лейцин

M: Метіонін

N: Аспарагін

P: Пролін

Q: Глутамін

R: Аргінін

S: Серин

T: Треонін

V: Валін

W: Триптофан

Кодований геном білок за функціями належить до репресорів, фосфопротеїнів. 
Задіяний у таких біологічних процесах, як транскрипція, регуляція транскрипції, альтернативний сплайсинг. 
Білок має сайт для зв'язування з іонами металів, іоном цинку, ДНК. 
Локалізований у ядрі.